# Raúl Castañeda
Raúl Castañeda (Guaymas, Sonora, 20 de septiembre de 1982-6 de septiembre de 2017) fue un boxeador mexicano. Participó en los Juegos Olímpicos de Atenas 2004, donde fue eliminado por el ruso Sergei Kazakov. Se colgó la medalla de bronce en los Juegos Panamericanos de Santo Domingo de 2003 y la plata en los Juegos Centroamericanos y del Caribe de San Salvador 2002.
Murió de un disparo en una emboscada en La Paz (Baja California Sur).